# Desportivo Aves
Der Clube Desportivo das Aves, kurz CD Aves und im deutschen Sprachraum meist Desportivo Aves, ist ein Sportverein aus der portugiesischen Gemeinde Vila das Aves nahe Santo Tirso im Norden des Landes. Neben der Fußballabteilung gibt es im Verein auch noch Football-Schulen für Nachwuchsspieler sowie zwei sehr erfolgreiche Futsal-Teams im Damen- und Herrenbereich.

## Geschichte
Der Verein wurde am 12. November 1930 gegründet. Nach der Erstligasaison 1985/86 stieg der Verein ab und spielte danach 14 Jahre lang in unterklassigen Ligen Portugals, ehe 2000 der Wiederaufstieg in die Primeira Liga gelang. Es folgte jedoch der sofortige Wiederabstieg. Bis zur Saison 2005/06 war Desportivo das Aves stets auf den vorderen Plätzen der Liga de Honra (Ehrenliga). Dann gelang der erneute Aufstieg in die Primeira Liga, dem allerdings auch wieder der direkte Wiederabstieg folgte. Ab der Saison 2017/18 spielte der Verein wieder erstklassig. In der Saison erreichte der Verein auch den größten Erfolg seiner Geschichte mit Gewinn des portugiesischen Pokals im Finale gegen Sporting Lissabon, wodurch sich Aves erstmals für den Europapokal qualifiziert hätte. Mangels einer Lizenz für europäische Vereinswettbewerbe erhielt Aves jedoch keinen Startplatz.
Am Ende der Saison 2019/2020 wurde der Verein aufgrund zu hoher Schulden in die Drittklassigkeit zurückgestuft, wo er am 23. September 2020 noch vor dem ersten Spieltag seine Mannschaft vom Spielbetrieb zurückzog.

## Erfolge
Portugiesischer Pokal: (1)
- 2018

Meisterschaften in der zweithöchsten Spielklasse: (1)
- 1984/85

Meisterschaften in der dritthöchsten Spielklasse: (1)
- 1983/84

## Ligazugehörigkeit
- 1985–1986: Primeira Divisão
- 1986–2000: Segunda Divisão de Honra
- 2000–2001: Primeira Liga
- 2001–2006: Segunda Liga/Liga de Honra
- 2006–2007: Primeira Liga
- 2007–2017: Segunda Liga
- 2017–2020: Primeira Liga

## Bekannte Spieler
- Alfredo Esteves
- Amaury Bischoff
- Artur Moraes
- Carlos Marafona
- Fary Faye
- Jorge Ribeiro
- Nuno Espírito Santo
- Quim
- Raul Meireles